# Laodong
Laodong (kinesiska: 劳动镇, 劳动) är en köping i Kina. Den ligger i provinsen Sichuan, i den sydvästra delen av landet, omkring 92 kilometer öster om provinshuvudstaden Chengdu. Antalet invånare är 22 036. Befolkningen består av 10 748 kvinnor och 11 288 män. Barn under 15 år utgör 15,0 %, vuxna 15-64 år 66 %, och äldre över 65 år 17,0 %.
Genomsnittlig årsnederbörd är 1 384 millimeter. Den regnigaste månaden är juli, med i genomsnitt 305 mm nederbörd, och den torraste är december, med 9 mm nederbörd.